# Qualificazioni al campionato mondiale femminile di calcio 2011 - UEFA - Fase a gironi, gruppo 3
Il gruppo 3 della sezione UEFA della qualificazioni al campionato mondiale femminile di calcio 2011 è composto da cinque squadre: Bulgaria, Danimarca, Georgia, Grecia e Scozia.

## Formula
Le cinque squadre si affrontano in un girone all'italiana con partite di andata e ritorno, per un totale di 8 partite. La squadra prima classificata si qualifica direttamente alla fase finale del torneo, mentre la seconda classificata accede ai play-off qualificazione solamente se è tra le prime quattro tra le seconde classificate dei sette gruppi di qualificazione.
In caso di parità di punti tra due o più squadre di uno stesso gruppo, le posizioni in classifica vengono determinate prendendo in considerazione, nell'ordine, i seguenti criteri:
1. maggiore numero di punti negli scontri diretti tra le squadre interessate (classifica avulsa);
2. migliore differenza reti negli scontri diretti tra le squadre interessate (classifica avulsa);
3. maggiore numero di reti segnate negli scontri diretti tra le squadre interessate (classifica avulsa);
4. maggiore numero di reti segnate in trasferta negli scontri diretti tra le squadre interessate (classifica avulsa), valido solo per il turno di qualificazione a gironi;
5. se, dopo aver applicato i criteri dall'1 al 4, ci sono squadre ancora in parità di punti, i criteri dall'1 al 4 si riapplicano alle sole squadre in questione. Se continua a persistere la parità, si procede con i criteri dal 6 all'11;
6. migliore differenza reti;
7. maggiore numero di reti segnate;
8. maggiore numero di reti segnate in trasferta (valido solo per il turno di qualificazione a gironi);
9. tiri di rigore se le due squadre sono a parità di punti al termine dell'ultima giornata (valido solo per il turno preliminare e solo per decidere la qualificazione al turno successivo);
10. classifica del fair play (cartellino rosso = 3 punti, cartellino giallo = 1 punto, espulsione per doppia ammonizione = 3 punti);
11. posizione del ranking UEFA o sorteggio.

## Classifica finale
| Pos | Squadra   | Pt | G | V | N | P | GF | GS | DR  |
| --- | --------- | -- | - | - | - | - | -- | -- | --- |
| 1.  | Danimarca | 20 | 8 | 6 | 2 | 0 | 45 | 0  | +45 |
| 2.  | Scozia    | 19 | 8 | 6 | 1 | 1 | 24 | 5  | +19 |
| 3.  | Grecia    | 9  | 8 | 3 | 0 | 5 | 11 | 20 | -9  |
| 4.  | Bulgaria  | 8  | 8 | 2 | 2 | 4 | 9  | 25 | -16 |
| 5.  | Georgia   | 1  | 8 | 0 | 1 | 7 | 3  | 42 | -39 |

## Risultati
| Arbitro: | Gordana Kuzmanović |

|  |           |                                                                              |
|  | Marcatori | 12’, 71’ Paaske-Sørensen 17’ Veje 23’ Pape 25’ Sand Andersen 59’ Rydahl Bukh |

| Arbitro: | Caroline De Boeck |

|  |           |                  |
|  | Marcatori | 53’ Panteleiadou |

| Arbitro: | Katalin Kulcsár |

| |           |  |
| Sand Andersen 13’, 56’ J. Rasmussen 17’, 52’ Harder 21’, 44’, 74’ Munk 28’, 32’, 48’ Veje 38’ Brogaard 53’, 81’ (rig.) Troelsgaard Nielsen 84’, 90+2’ | Marcatori |  |

| Arbitro: | Tanja Schett |

|  |           |             |
|  | Marcatori | 53’ Beattie |

| Loveč 28 ottobre 2009, ore 15:30 UTC+2 | Bulgaria     | 0 – 0 referto | Danimarca | Gradski Stadion\| Arbitro: \| Olga Tanschi \| |
| Arbitro:                               | Olga Tanschi |               |           |                                               |

| Arbitro: | Dilan Gökçek |

|                           |           |              |
| Grant 50’, 80’ Little 51’ | Marcatori | 59’ Pogosian |

| Arbitro: | Elia María Martínez Martínez |

|                                                                                            |           |  |
| Nadirashvili 28’ (aut.) Pasikashvili 31’ (aut.) Kostova 51’ Boyanova 65’ Gospodinova 90+1’ | Marcatori |  |

| Arbitro: | Hilda McDermott |

|                                                               |           |  |
| Katsaiti 31’ (rig.) Kontomichi 42’, 67’, 70’ Papadopoulou 53’ | Marcatori |  |

| Arbitro: | Monica Larsen |

|                 |           |                                   |
| Chichinadze 21’ | Marcatori | 45+4’ Beattie 52’ Corsie 82’ Ross |

| Arbitro: | Sjoukje De Jong |

| |           |  |
| J. Rasmussen 6’, 21’ K. Pedersen 10’ Munk 37’ Troelsgaard Nielsen 45’ Paaske-Sørensen 53’ (rig.), 78’ J. Jensen 55’ Pedersen 90’ | Marcatori |  |

| Arbitro: | Tanja Subotic |

|  |           |                                                                                   |
|  | Marcatori | 11’, 33’, 39’, 52’ J. Rasmussen 31’, 87’ Paaske-Sørensen 90’ (rig.) Røddik Hansen |

| Arbitro: | Marija Margareta Damjanović |

|                                                                  |           |             |
| Little 39’, 87’ Hamill 40’ Fleeting 53’, 58’, 64’, 90’ Grant 60’ | Marcatori | 21’ Kostova |

| Arbitro: | Leen Martens |

|  |           |                                             |
|  | Marcatori | 23’ Gkatzogianni 28’ Chalkiadaki 60’ Sidira |

| Arbitro: | Teodora Albon |

| |           |  |
| Røddik Hansen 7’ J. Rasmussen 45+1’, 80’ Pape 49’ (rig.) Kakambouki 50’ (aut.) Paaske-Sørensen 77’ Gajhede 79’ | Marcatori |  |

| Arbitro: | Christina Westrum Pedersen |

|  |           |                                                                    |
|  | Marcatori | 17’ Beattie 35’ Fleeting 62’ (rig.) Little 66’ Corsie 90+2’ Hamill |

| Arbitro: | Kirsi Heikkinen |

|  |           |                   |
|  | Marcatori | 22’ Røddik Hansen |

| Arbitro: | Anja Kunick |

|              |           |               |
| Matveeva 24’ | Marcatori | 50’ Koshuleva |

| Arbitro: | Gyöngyi Krisztina Gaál |

|                                               |           |                  |
| Beattie 22’ Fleeting 24’ Corsie 81’ Grant 83’ | Marcatori | 6’ (rig.) Sidira |

| Arbitro: | Mihaela Gurdon Bašimamović |

|               |           |                                 |
| Kakambouki 5’ | Marcatori | 69’ Radoyska 80’ (rig.) Kostova |

| Vejle 25 agosto 2010, ore 18:15 UTC+2 | Danimarca      | 0 – 0 referto | Scozia | Vejle Stadion\| Arbitro: \| Dagmar Damková \| |
| Arbitro:                              | Dagmar Damková |               |        |                                               |

## Statistiche

### Classifica marcatrici
10 reti
- Johanna Rasmussen

7 reti
- Cathrine Paaske-Sørensen (1 rig.)

6 reti
- Julie Fleeting

4 reti
- Lise Overgaard Munk
- Jennifer Beattie

- Kim Little (1 rig.)

- Suzanne Grant

3 reti
- Camilla Sand Andersen
- Line Røddik Hansen (1 rig.)
- Maiken Pape (1 rig.)

- Pernille Harder
- Sanne Troelsgaard Nielsen

- Kalomoira Kontomichi
- Rachel Corsie

2 reti
- Katrine Veje
- Mia Brogaard (1 rig.)

- Danai-Eleni Sidira

- Pauline Hamill

1 rete
- Andriana Boyanova
- Liljana Kostova (1 rig.)
- Valentina Gospodinova
- Velina Koshuleva
- Janni Arnth Jensen
- Julie Rydahl Bukh

- Mariann Gajhede Knudsen
- Katrine Pedersen
- Kristine Pedersen
- Ana Pogosian
- Lela Chichinadze
- Tatiana Matveeva

- Anastasia Papadopoulou
- Dimitra Panteleiadou
- Glykeria Gkatzogianni
- Konstantina Katsaiti (1 rig.)
- Panagiota Chalkiadaki
- Leanne Ross

Autoreti
- Eleni Kakambouki (a favore della Danimarca)

- Nino Pasikashvili (a favore della Bulgaria)

- Tamar Nadirashvili (a favore della Bulgaria)